# 美國圍棋協會
美國圍棋協會（英語：American Go Association，縮寫AGA）於1935年成立，總部設在美國紐約，目的是為促進圍棋的發展。創辦人為棋士爱德华·拉斯克（Edward Lasker），以及一些在查姆利餐廳（Chumley's restaurant）的友人。美國圍棋協會也是西方最早成立的協會之一。該協會曾編有雙月刊、季刊《美國圍棋期刊》（The American Go Journal），從1949年開始發行，至2003年不再發行實體刊物。2000年起，每周發行電子期刊《美國圍棋电子刊》（The American Go E-Journal），截至2011年7月，全球至少有13,000名用戶訂閱。

## 职业棋手
定段时间：
- 2012年：刘志远初段、史干生初段（加拿大）；
- 2014年：孙英康初段；
- 2015年：李立言2023年升为四段（加拿大）；
- 2016年：吕皓钧2021年升为二段；
- 2022年：杨凯文初段、漆圣颐初段；
- 2023年：陈兆年初段；
- 2024年：林天予初段（加拿大）。

## 外部連結
- 美國圍棋協會官方網站（AGA official site）
- 美國圍棋E刊（The American Go E-Journal） （页面存档备份，存于）
- 美國圍棋協會年鑒（AGA Yearbook）
- 美國圍棋協會排名（AGA ratings）
- 美國圍棋大會（US Go Congress）
- US Go Summer Camps for Kids （页面存档备份，存于）